# 얌비오

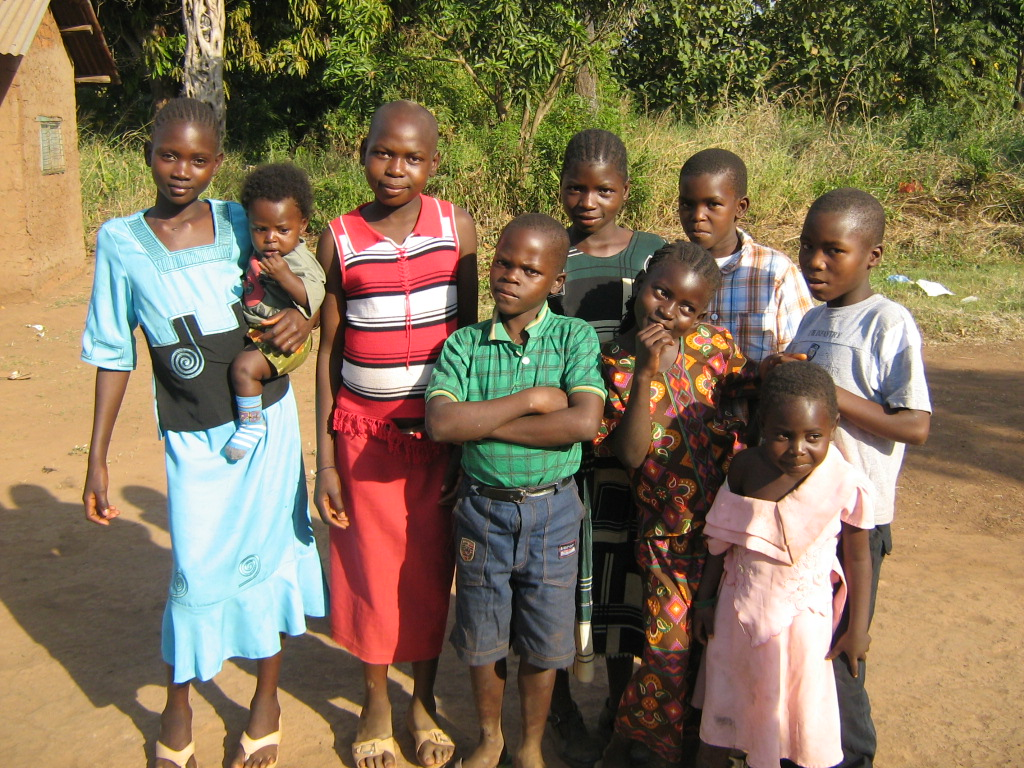
얌비오의 어린이들

얌비오(Yambio)는 남수단 남서부 에콰토리아 지방의 도시로 그부드웨 주(행정 구역 개편 이전에는 서에콰토리아 주)의 주도이며 높이는 650m, 인구는 31,685명(2011년 기준)이다. 남수단의 수도인 주바에서 서쪽으로 약 444km 정도 떨어진 곳에 위치하며 콩고 민주 공화국 국경과 가까운 편이다.

## 같이 보기
- 중앙에콰토리아주
- 동에콰토리아주
- 서에콰토리아주
- 에콰토리아 지방
- 그부드웨주